# Vuurtoren van Burrows Island
Burrows Island Light is een vuurtoren op Burrows Island (Washington) naast de Rosario Strait. De vuurtoren werd voor het eerst in gebruik genomen op 1 april 1906. Het licht is geautomatiseerd in 1972. De vuurtoren is eveneens uitgerust met een helipad.